# 雷尼贡塔
雷尼贡塔（Renigunta），是印度安得拉邦Chittoor县的一个城镇。总人口23852（2001年）。

## 人口
该地2001年总人口23852人，其中男性11992人，女性11860人；0—6岁人口2537人，其中男1263人，女1274人；识字率76.50%，其中男性为82.75%，女性为70.19%。